# Adrapsa unilinealis
Adrapsa unilinealis là một loài bướm đêm trong họ Noctuidae.